# 前1340年代
| 千纪： | 前2千纪 |
| 世纪： | 前15世纪 \| 前14世纪 \| 前13世纪                                                                                     |
| 年代： | 前1370年代 \| 前1360年代 \| 前1350年代 \| 前1340年代 \| 前1330年代 \| 前1320年代 \| 前1310年代                       |
| 年份： | 前1349年 \| 前1348年 \| 前1347年 \| 前1346年 \| 前1345年 \| 前1344年 \| 前1343年 \| 前1342年 \| 前1341年 \| 前1340年 |

## 重要事件及趋势
- 前1348年—前1336年，阿蒙霍特普四世迁都阿玛纳。
- 前1348年—前1336年，娜芙蒂蒂胸像由雕刻家图特摩斯所雕。
- 前1347年，统治50年的雅典国王埃瑞克修斯被闪电殛死，由他的弟弟刻克洛普斯二世即位。
- 前1346年，阿蒙霍特普四世开始崇拜阿頓，营建阿玛纳成为他的新首都。
- 前1345年，阿蒙霍特普四世改名阿肯那顿。

## 重要人物
- 前1341年，埃及图坦卡蒙出生
- 阿肯那顿，古埃及第十八王朝法老
- 图特哈里二世、图特哈里三世、苏庇路里乌玛一世，赫梯国王
- 阿淑尔乌巴里特一世，亚述国王
- 布尔那布里亚什二世，巴比伦第三王朝国王
- 埃瑞克修斯、刻克洛普斯二世，雅典国王
- 祖丁，商朝国王